# Минойя, Амброджо
Амброджо Минойя (итал. Ambrogio Minoja; 22 октября 1752 года, Оспедалетто-Лодиджано, Герцогство Милан — 3 августа 1825 года, Милан, Королевство Ломбардия-Венето) — итальянский композитор и клавесинист.

## Биография
Амброджо Минойя родился 22 октября 1752 года в Оспедалетто-Лодиджано. В 1766 году стал учеником органиста Саверио Ансельми в Лоди. Завершил музыкальное образование в Неаполе, где обучался вокалу и контрапункту у Николы Сала. Затем поселился в Милане, где с 1784 по 1802 год играл на клавесине в оркестре театра Ла Скала, заменив Джованни Баттисту Лампуньяни, и в театре Каноббьяна. В это же время служил генеральным секретарем Благочестивого института учителей музыки.
26 декабря 1786 году на сцене театра Ла Скала поставил свою первую оперу «Тит в Галлии» по либретто Джулио Сабино, а ровно через год в Риме на сцене театра Арджентина состоялась премьера его оперы «Зенобия» по либретто Пьетро Метастазио.
В этот период творчества композитора им были написаны многочисленные инструментальные сочинения, в том числе приобретшие признание современников 6 струнных квартетов под общим названием «Развлечения общества», сборник сонат и сонатин для клавесина и скрипки, «Развлечения» для клавесина и скрипки.
В 1789 году получил место капельмейстера в капелле Санта-Мария-делла-Скала. В это время он сочинял главным образом духовную музыку. В 1795 году получил место клавесиниста в оркестре герцогского театра в Парме.
После оккупации Францией герцогства Милан в 1796 году, выступил на стороне республиканцев. В 1798 году выиграл конкурс, написав Похоронную симфонию в память о генерале Лазаре Гоше. Награда представляла собой золотую медаль стоимостью в 100 золотых монет.
Кантата «Гимн на годовщину падения последнего короля Франции» была впервые исполнена в «Ла Скала» 21 декабря 1799 года. Шесть лет спустя Наполеон Бонапарт был коронован королём Италии в Миланском соборе под «Тебя Бога хвалим» (лат. Te Deum) и «Приди Дух Святой» (итал. Veni Creator Spiritus) в три голоса, написанные Амброджо Минойя, который лично дирижировал на коронации оркестром из 250 музыкантов. 13 февраля 1806 года композитор сочинил кантату в честь прибытия в Милан вице-короля Италии, Евгения Богарне и  его супруги Августы Амалии Баварской.
В знак признания своих заслуг Амброджо Минойя был назначением одним из восьми рядовых членов музыкального отделения в классе изящных искусств Итальянского общества науки, литературы и искусства, созданного в новом королевстве Италия.
В 1808 году было принято решение основать Королевскую консерваторию в Милане по образцу консерватории в Париже. Амброджо Минойя вошёл в состав учредителей вместе Бонифацио Азиоли, капельмейстером при дворе вице-короля Италии, однако проект не оправдал ожиданий.
В 1812 году в издательстве Луиджи Мусси он опубликовал трактат «Письмо о пении», посвятив его Бонифацио Азиоли. Спустя три года, трактат был издан на немецком языке. 28 июля 1814 года был назначен цензором консерватории в Милане и занимал это место до 1824 года.
Амброджо Минойя умер в Милане 3 августа 1825 года.

## Творческое наследие
Творческое наследие композитора включает две оперы, многочисленные произведения духовной и камерной музыки.